# Hökensås

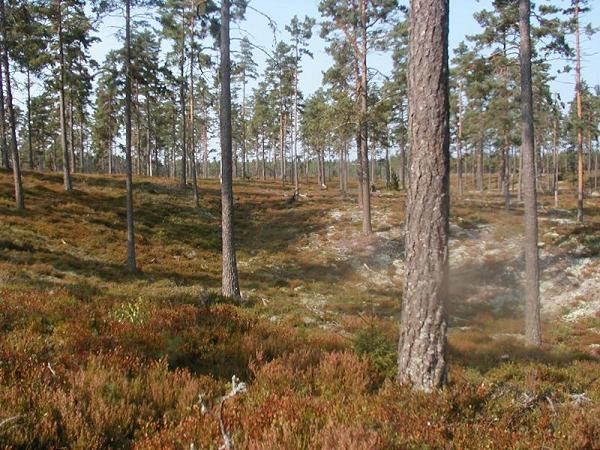
Landskap på Hökensås.

Hökensås är en urbergsplatå i Västergötland som sträcker sig 10 mil utmed Vätterns västra strand från Jönköpingstrakten i söder till sjön Viken i norr. Hökensås anses vara en horst.
Speciellt på östra sidan av urbergsryggen lagrades enorma mängder grus och sand under istiden och tillhör de mäktigaste isälvsavlagringarna i Sverige. Hökensås består av rullstensåsar, runda kullar, plana grus- och sandfält och djupa gropar. Groparna bildades när isberg, som strandat i sandfälten när inlandsisen drog sig undan, smälte bort.
På Hökensås finns ett 55 kvadratkilometer stort naturvårdsområde vilket ligger i Habo och Tidaholms kommuner. Naturen på Hökensås domineras av mager tallhed och många sjöar.
Hökensås fungerar också som ett stort fritidsområde med bland annat semesterby, vandringsleder samt ett 50-tal större och mindre fiskesjöar. Flertalet sjöar är så kallade put and take-vatten där ädelfisk regelbundet planteras ut.
I den yngre västgötalagen nämns Hökensås som Waeterskogar. Magnus Ladulås beslöt att bönderna på  Östfalan och Visingsö fick ta timmer och ved ur hökensåsskogarna. Dagens häradsallmänning är ett ca 55 kvadratkilometer stort område, med långsamt växande tallskog och gles vegetation av ljung, lingonris och lavar och har delägare på Visingsö och i Falbygden. Myrarna är oftast högmossar och växtligheten är artfattig med bland annat klockljung och dvärgbjörk.